# (37970) 1998 HG100
1998 HG100 (asteroide 37970) é um asteroide da cintura principal. Possui uma excentricidade de 0.10021430 e uma inclinação de 15.11437º.
Este asteroide foi descoberto no dia 21 de abril de 1998 por LINEAR em Socorro.